# Real Republicans Freetown
Real Republicans is een Sierra Leoonse voetbalclub uit de hoofdstad Freetown. De club was vooral succesvol in de jaren tachtig toen het drie titels en een beker won. Tegenwoordig speelt de club niet meer in de hoogste klasse.

## Erelijst
Landskampioen
1981, 1983, 1984
Beker van Sierra Leone
1986